# 이즈미사노시
이즈미사노시(일본어: 泉佐野市)는 일본 오사카부 남서부에 있는 시이다.

## 지리
오사카시와 와카야마시의 거의 중간에 위치하고 남부에는 곤고이코마기센 국립공원으로 지정된 이즈미 산맥이 있다. 세토 내해식 기후 지대에 속해 기후는 온난하고 연강수량은 비교적 적다. 예로부터 히네군의 중심으로 상업, 공업, 농업, 어업이 모두 번성하고 간사이 국제공항의 개항과 함께 한층 활발해지고 있다.

### 인접하는 자치체
- 가이즈카시
- 센난시
- 센난군 구마토리정, 다지리정
- 와카야마현 기노카와시

## 역사
- 1889년 4월 1일 - 정촌제 시행으로 히네군 사노촌이 성립하였다.
- 1896년 4월 1일 - 센난군이 성립하였다.
- 1911년 10월 1일 - 사노촌이 정으로 승격해 센난군 사노정이 되었다.
- 1948년 4월 1일 - 사노정이 시로 승격하였다. 그러나 도치기현 사노시보다 5년 늦게 시가 되었기 때문에 혼동 방지를 위해 옛 이즈미국의 "泉"을 붙여서 "이즈미사노시"가 되었다.

## 교통

### 공항
- 간사이 국제공항

### 철도
- 난카이 전기 철도
  - 본선
  - 공항선

- 서일본 여객철도
  - 한와선
  - 간사이 공항선

### 도로
- 한신 고속도로
- 한와 자동차도
- 간사이 공항 자동차도
- 국도 제26호선
- 국도 제170호선 (일본)(일본어판)
- 국도 제481호선

## 인구
| 연도 | 인구      | ±% |
| ---- | --------- | -- |
| 1970 | 77,000명  | —  |
| 1975 | 86,139명  | —  |
| 1980 | 90,684명  | —  |
| 1985 | 91,563명  | —  |
| 1990 | 88,866명  | —  |
| 1995 | 92,583명  | —  |
| 2000 | 96,064명  | —  |
| 2005 | 98,889명  | —  |
| 2010 | 100,801명 | —  |
| 2015 | 100,966명 | —  |
| 2020 | 100,131명 | —  |